# Rheingrafenstein

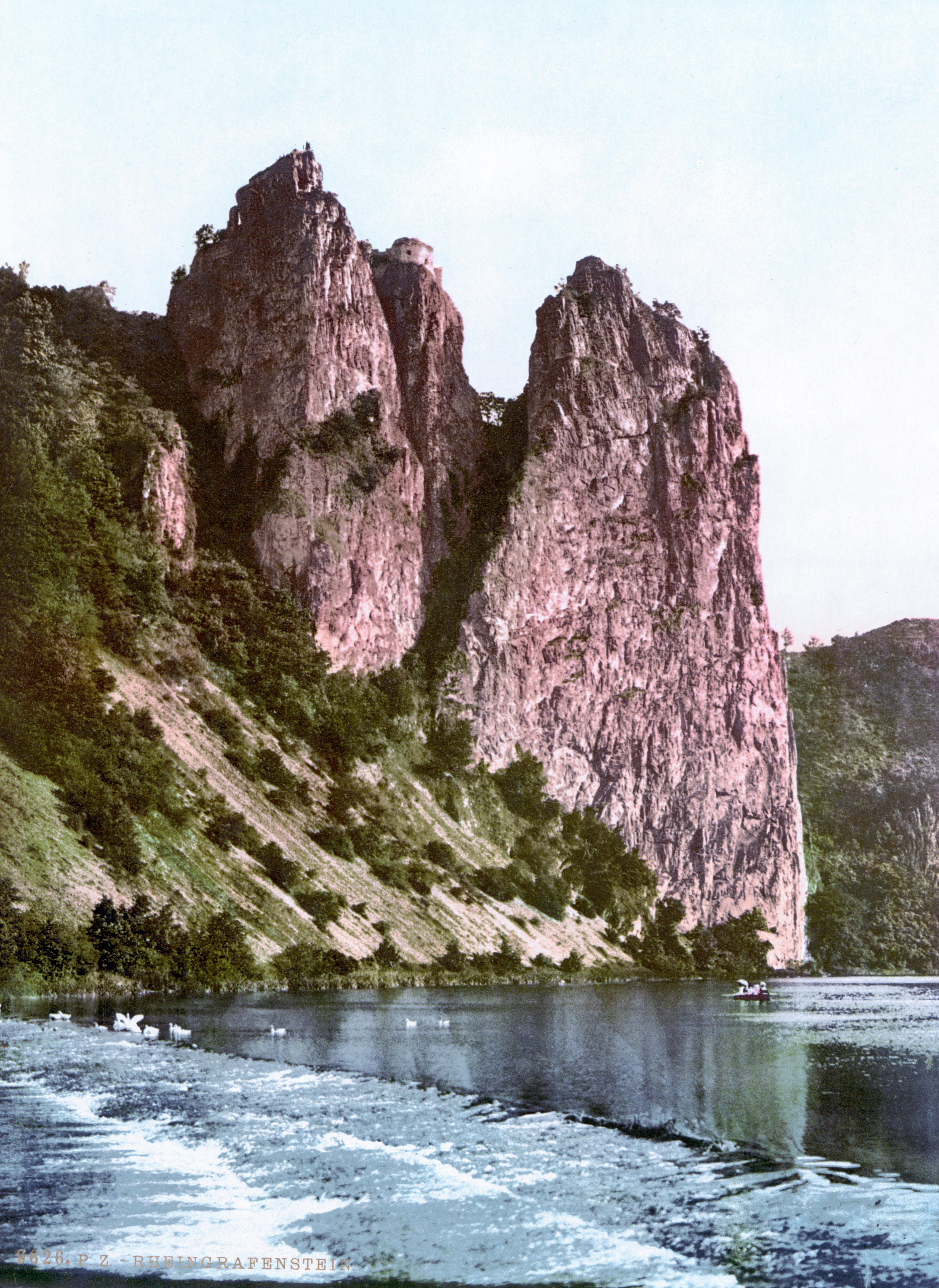
Der Rheingrafenstein um 1900

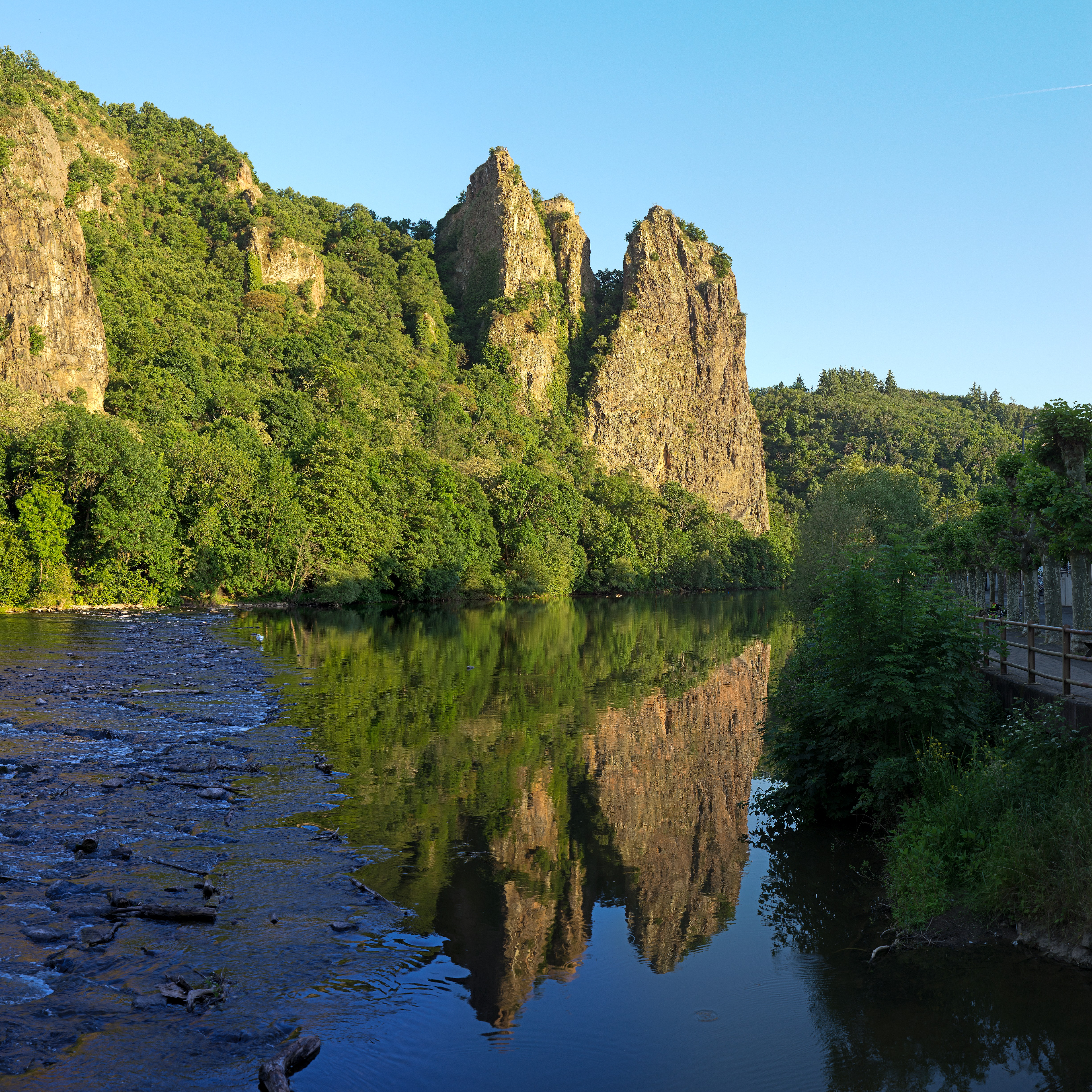
Der Rheingrafenstein 2025

Der Rheingrafenstein ist eine 136 m hohe Porphyr-Felsformation an der Nahe gegenüber von Bad Münster am Stein-Ebernburg.
Er zählt geologisch zum Kreuznacher Massiv. Auf seiner Spitze steht die Ruine der Burg Rheingrafenstein, die im 11. Jahrhundert errichtet und während des Pfälzischen Erbfolgekrieges 1688 zerstört wurde. Der Rheingrafenstein ist das Wahrzeichen des Bad Kreuznacher Stadtteils Bad Münster am Stein-Ebernburg. Etwas unterhalb liegt die Vorburg-Ruine Affenstein. Ein 200 Hektar großes Gebiet rund um die Felsformation wurde 1985 zum Naturschutzgebiet erklärt.
Von Bad Münster am Stein kommend ist der Rheingrafenstein über einen Fußweg zu erreichen, nachdem mit einer handgezogenen Personenfähre die Nahe überquert ist. Alternativ besteht die Möglichkeit, über Bad Kreuznach der Rheingrafenstraße folgend, zu einem in der Nähe liegenden Parkplatz zu fahren und zur Burg und Aussichtsplattform zu wandern.